# アリア・ジョヴァンニ
アリア・ジョバンニ（Aria Giovanni、1977年11月3日-）は、アメリカ合衆国出身のヌードモデルおよびペントハウスペット。ボンデージやフェティシズム系の仕事も厭わず、整形手術に頼らない巨乳を持つことなどで人気がある。

## 来歴
カリフォルニア州のロングビーチに生まれ、オレンジ郡で育った。イタリア人、ユーゴスラビア人、フランス人、ドイツ人、アイルランド人、ネイティブアメリカンの血を引いている。
高校時代の成績は良かったものの、友達が一人しかいなかったと述懐している。成績が優秀であったため、16歳で高校を卒業し、そのまま大学に進学したのだという。成績が良好であった理由の一つは、12歳からドラッグとアルコールの矯正施設で26か月を過ごしたからである。施設での2年目の13歳の頃には既に高校相当の授業を取っていた。
サンディエゴの大学へと進み、ウェイトレスと家庭教師の仕事をしながら生化学を専攻した。やがてモデルを志し、1999年の10月から新聞広告への応募を開始。それから間もなく『アマチュア・ピンク』、『バスティー・アマチュアズ』、『セダクティブ・アマチュアズ』、『バブルガールズ』などといった、アマチュア写真家らの運営による数多のウェブサイトに姿を見せるようになった。やがてスーズ・ランドールという女流写真家との出会いに恵まれ、この写真家による撮影を受けたうえでペントハウスの2000年度9月号に登場。カメラマンアンドリュー・ブレイクと仕事をともにすることが多い。
この時期にはカリフォルニア大学サンディエゴ校に編入するも、モデル業の多忙を原因として授業には出ないようにしていた。これについては「学校ならいつでも戻れるけどさ、モデルだと戻るのは無理じゃん」と語っている。
2001年になるとサバイバーをパロディ化した『サバイバーズ・エクスポーズド』という映画に出演し、更には『シップメイツ』というテレビ番組への出演も見せた。

## 私生活
マリリン・マンソンの元ギタリストジョン5との離婚歴がある。